# Scott Oudsema
Scott Oudsema (* 1. Juli 1986 in Kalamazoo, Michigan) ist ein ehemaliger US-amerikanischer Tennisspieler. Als Junior gewann er vier Grand-Slam-Titel im Doppel.

## Karriere
Oudsema spielte bis 2004 auf der ITF Junior Tour, wo er vor allem im Doppel sehr erfolgreich war. 2002 gewann er mit Phillip Simmonds das prestigeträchtige Orange Bowl im Doppel. Anfang 2003 gewann er mit Simmonds beim Grand-Slam-Turnier von Melbourne seinen ersten Titel. 2004 trat Oudsema mit Brendan Evans als Partner an. Mit ihm gewann er mit Ausnahme der French Open, wo er im Halbfinale ausschied, alle vier Grand-Slam-Turniere des Kalenderjahres. Bei den Australian Open gaben sie keinen Satz und in Wimbledon nur einen Satz ab, während sie bei den US Open nur einmal nicht über drei Sätze gehen mussten. Im Einzel zog er lediglich zweimal ins Achtelfinale ein. Als Junior erreichte er ein kombiniertes Ranking von Rang 4. Im Einzel kam er bis Rang 15, im Doppel nahm er mehrmals die Spitzenposition ein.
Bei den Profis spielte Oudsema von 2002 bis 2004 schon sporadisch Turniere der ITF Future Tour. Im Doppel gelangen ihm 2004 schon erste Erfolge: er gewann zwei Future-Titel und schloss das Jahr auf Rang 528 ab. 2005 stand er im Einzel gleich zweimal im Viertelfinale eines höherdotierten Challengers und zog so erstmals in die Top 500 ein, während er im Doppel dank mehrerer Wildcards zu ersten Auftritten auf der ATP Tour kam. In New York spielte er mit Alex Kuznetsov das erste Grand-Slam-Turnier der Profis und gewann sein Erstrundenmatch gegen Tommy Haas und Alexander Waske, verlor aber in der Folgerunde. In Lubbock stand er erstmals in einem Challenger-Endspiel. Ende des Jahres war er an Position 258 platziert und damit so hoch wie noch nie. Das Jahr wurde das erfolgreichste für Oudsema im Einzel. Einem Halbfinale in Tunica Resorts folgte der einzige Solotitel, den er in Binghamton gewann. Im Finale schlug er Lukáš Lacko. In Los Angeles verbuchte er seinen einzigen ATP-Tour-Sieg gegen Benjamin Becker, bevor er gegen die Nummer 10 der Welt, Andy Roddick, in drei Sätzen verlor. Im Doppel blieb er mit drei Challenger-Halbfinals und zwei Future-Titeln auf der Stelle stehen. Das änderte sich 2007, als er im Doppel zwei Challengers in Waikoloa und Binghamton gewann. Sechs weitere Male stand er im Halbfinale. In der Weltrangliste stand er nie höher als Platz 151 im August 2007. Im Einzel war Rang 255 im Mai desselben Jahres sein Karrierehoch. Neben drei Challenger-Viertelfinals zog er in Louisville ins Halbfinale ein. Auf dem Weg besiegte er die Nummer 72 der Welt, Michael Craig Russell.
2008 verlor er in der Rangliste an Boden. Im Einzel überstand er bei keinem Turnier die zweite Runde. Größter Erfolg war der Sieg gegen den Top-100-Spieler Wayne Odesnik in der Qualifikation zum Cincinnati Masters. Im Doppel spielte er nun fast ausschließlich Challengers, bei denen er fünfmal ins Halbfinale kam und ein Endspiel in Yuba City erreichte. 2009 unterlag er in seinem letzten Endspiel in Baton Rouge, als er immer noch in den Top 300 des Doppels gelistet war. Mitte 2009 beendete er seine aktive Karriere.
Er begann ein Studium an der University of Michigan, wo er auch als Assistenztrainer für die Tennismannschaft arbeitete. Für College Tennis war er nach seiner Profilaufbahn nicht mehr spielberechtigt. 2013 machte er seinen Abschluss und entschied sich für eine Laufbahn in der Wirtschaft.

## Erfolge
| Legende (Anzahl der Siege) |
| Grand Slam                 |
| ATP Finals                 |
| ATP Tour Masters 1000      |
| ATP Tour 500               |
| ATP Tour 250               |
| ATP Challenger Tour (3)    |

### Einzel

#### Turniersiege
| Nr. | Datum           | Turnier    | Belag     | Finalgegner | Ergebnis  |
| --- | --------------- | ---------- | --------- | ----------- | --------- |
| 1.  | 13. August 2006 | Binghamton | Hartplatz | Lukáš Lacko | 7:65, 6:2 |

### Doppel

#### Turniersiege
| Nr. | Datum           | Turnier    | Belag     | Partner       | Finalgegner                   | Ergebnis          |
| --- | --------------- | ---------- | --------- | ------------- | ----------------------------- | ----------------- |
| 1.  | 28. Januar 2007 | Waikoloa   | Hartplatz | Ryan Sweeting | Richard Bloomfield Im Kyu-tae | 7:65, 7:5         |
| 2.  | 12. August 2007 | Binghamton | Hartplatz | Brendan Evans | Scott Lipsky David Martin     | 4:6, 6:3, [12:10] |